# Culex bougainvillensis
Culex bougainvillensis é um espécie de mosquito do Género Culex, pertencente à família Culicidae.